# Raïon de Talatchyn
Le raïon de Talatchyn (en biélorusse : Талачынскі раён, Talatchynski raïon) ou raïon de Tolotchine (en russe : Толочинский район, Tolotchinski raïon) est une subdivision de la voblast de Vitebsk, en Biélorussie. Son centre administratif est la ville de Talatchyn.

## Géographie
Le raïon couvre une superficie de 1 498,56 km2, dans le sud de la voblast. Le raïon de Talatchyn est limité au nord par le raïon de Tchachniki et le raïon de Sianno, à l'est par le raïon d'Orcha, au  sud par la voblast de Moguilev (raïon de Chklow et raïon de Krouhlaïe), et à l'ouest par la voblast de Minsk (raïon de Kroupki).

## Histoire
Le raïon de Talatchyn a été créé le 17 juillet 1924.

## Population

### Démographie
Les résultats des recensements de la population (*) font apparaître une diminution rapide de la population du raïon depuis 1959.
| 1959*  | 1970*  | 1979*  | 1989*  | 1999*  | 2009*  |
| ------ | ------ | ------ | ------ | ------ | ------ |
| 57 942 | 50 450 | 44 364 | 40 869 | 36 418 | 28 565 |

### Nationalités
Selon les résultats du recensement de 2009, la population du raïon se composait essentiellement des deux nationalités suivantes :
- 92,05 % de Biélorusses ;
- 5,46 % de Russes.

### Langues
En 2009, la langue maternelle était le biélorusse pour 77,01 % des habitants du raïon de Talatchyn et le russe pour 20,21 %. Le biélorusse était parlé à la maison par 43,11 % de la population et le russe par 48,38 %.